# La Noë-Blanche
La Noë-Blanche è un comune francese di 999 abitanti situato nel dipartimento dell'Ille-et-Vilaine nella regione della Bretagna.

## Società

### Evoluzione demografica
Abitanti censiti